# روس ألكسندر
روس ألكسندر (بالإنجليزية: Ross Alexander)‏ مواليد 27 يوليو 1907 في بروكلين، نيويورك، الولايات المتحدة - الوفاة 2 يناير 1937 في لوس أنجلوس، هو ممثل أمريكي بدأ مسيرته الفنية سنة 1920.

## الأعمال
- مشية المغازلة (1934)
- حلم ليلة صيف (1935)
- القبطان بلود (1935)

## روابط خارجية
- روس ألكسندر على موقع IMDb (الإنجليزية)
- روس ألكسندر على موقع ألو سيني (الفرنسية)
- روس ألكسندر على موقع أول موفي (الإنجليزية)
- روس ألكسندر على موقع قاعدة بيانات برودواي على الإنترنت (الإنجليزية)
- روس ألكسندر على موقع قاعدة بيانات الأفلام السويدية (السويدية)
- روس ألكسندر على موقع إن إن دي بي (الإنجليزية)
- روس ألكسندر على موقع قاعدة بيانات الفيلم (الإنجليزية)
- روس ألكسندر على موقع كينوبويسك (الروسية)